# 谷口吉生
谷口吉生（日语：谷口 吉生，1937年10月17日—2024年12月16日），日本建築師，知名作品為紐約的現代美術館新館。2005年10月17日，他獲得了日本美術協會頒發的第17屆高松宮殿下紀念世界文化獎的建築獎項。

## 生平
谷口吉生的父親谷口吉郎也是一位建築師，但他在大學時期並未受父親影響，主修建築，反而是在慶應義塾大學主修機械工學，1960年畢業後，經常參與父親與建築師朋友的聚會討論，漸漸對建築產生興趣，於是出國到哈佛大學念設計研究所，1964年畢業，谷口吉生曾為沃爾特·格羅佩斯短暫的工作過，此建築大師影響谷口吉生的風格甚多。1964到1972年，谷口曾在丹下健三的工作室工作，1975年他成立了自己的建築事務所，之後也曾和知名的野口勇、彼得·沃克、猪熊弦一郎等人合作。

## 作品

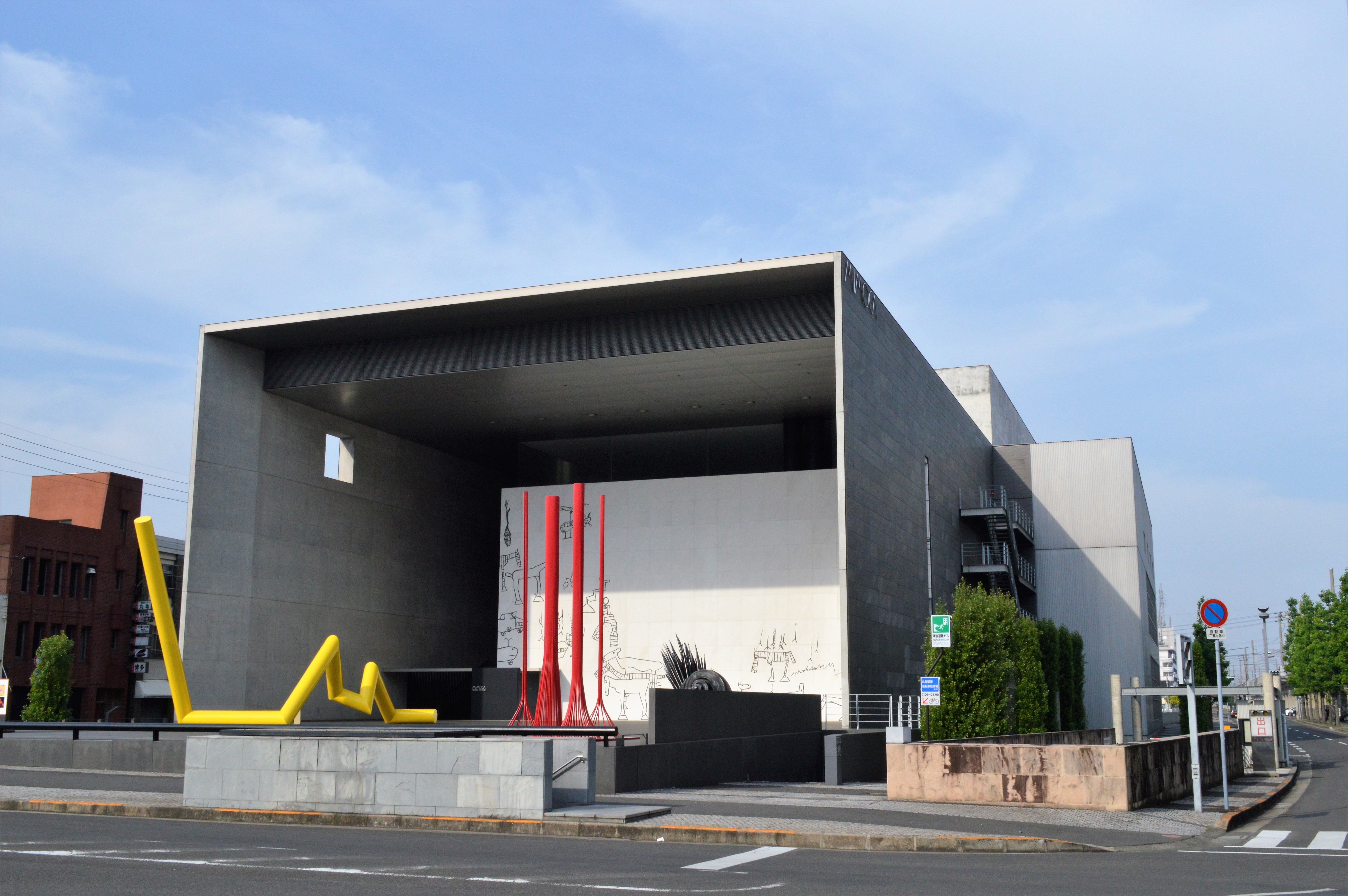
丸龟市猪熊弦一郎现代美术馆

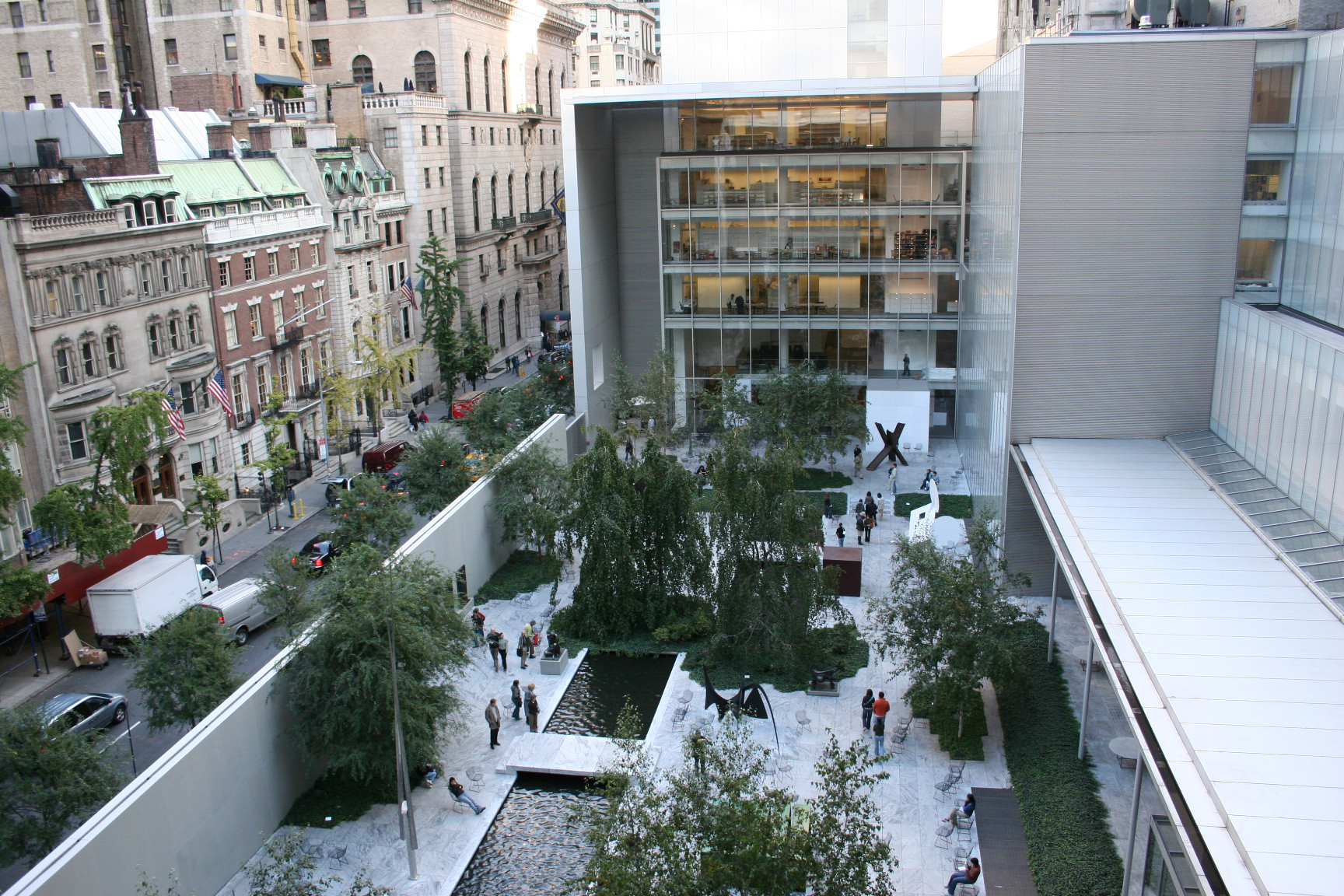
2005年，紐約現代美術館新館與中庭花園

谷口的建築作品帶有很強烈的正方型切割風格，常用大片玻璃或是薄形的結構，造型相當簡潔，其中最有名的幾乎都為日本博物館或美術館。如東京國立博物館法隆寺寶物館、葛西臨海公園休息屋水晶視野屋、葛西臨海水族館、土門拳紀念館、豐田市美術館等。
1997年紐約現代美術館計劃擴館並進行國際的建築競圖，谷口吉生的設計從多位知名的國際建築師中脫穎而出，博物館方認為谷口的設計加強了館內展示空間。也能以建築特色帶來新的營收。新館在2004年開幕，有6層樓高。

### 作品列表
- 1978年：資生堂企業資料館
- 1983年：土門拳記念館
- 1989年：東京都葛西臨海水族園
- 1990年：長野信濃美術館東山魁夷館
- 1991年：丸龟市猪熊弦一郎现代美术馆
- 1995年：豊田市美術館
- 1999年：東京國立博物館法隆寺寶物館
- 2004年：香川縣立東山魁夷瀨戶內海美術館
- 2005年：紐約現代美術館新館
- 2013年：京都國立博物館平成知新館
- 日產汽車新辦公大樓(2009年完工)

## 著作
- 《谷口吉生建築作品集》出版社: 淡交社。ISBN 4473014584，1996/10。
- 《季刊ja－谷口吉生》　出版社: 新建築社
- 《丸亀市猪熊弦一郎現代美術館・図書館》古谷誠章著； ISBN 4395200540；2001/6。

## 画廊

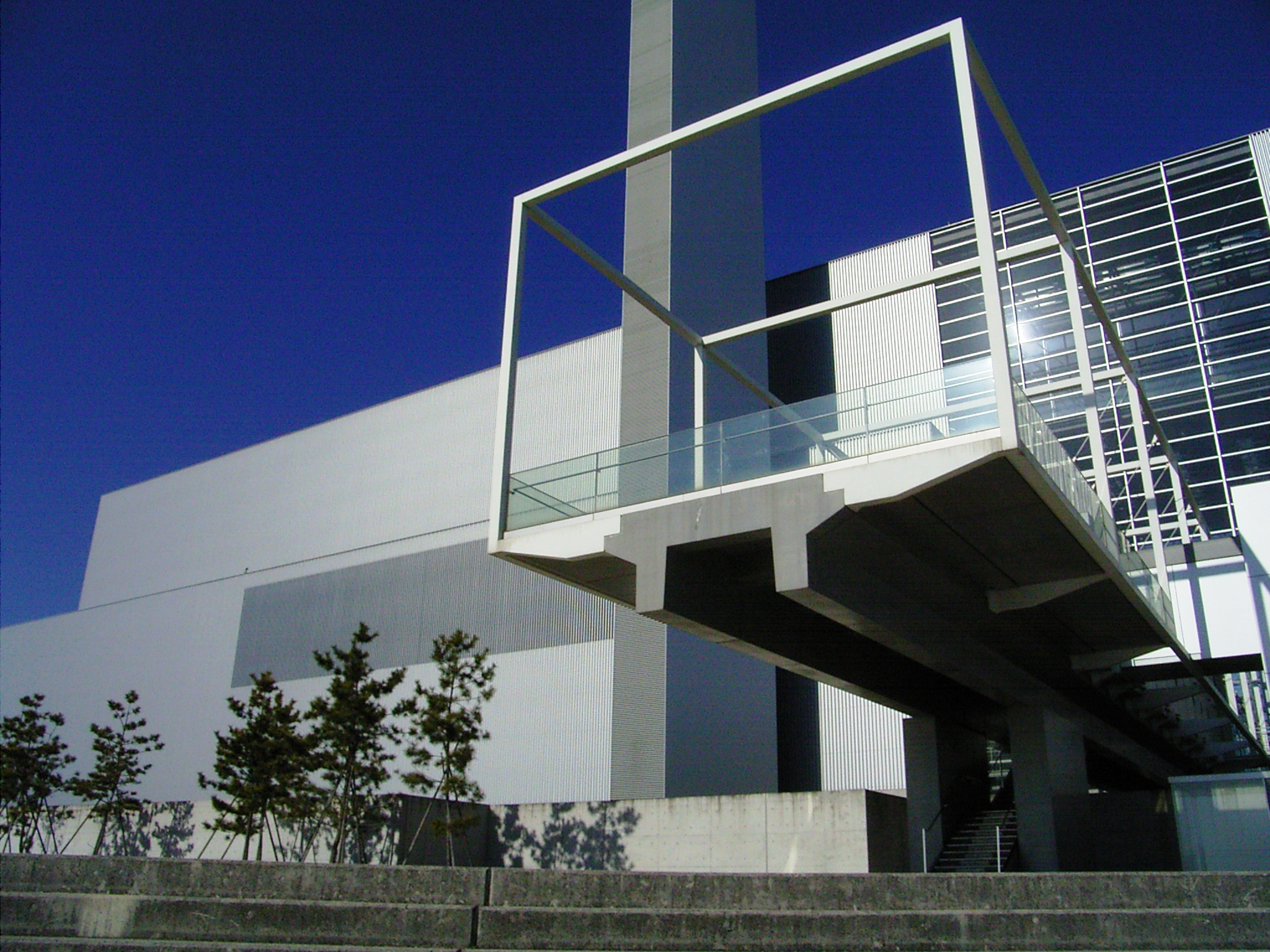
廣島市環境局中工場
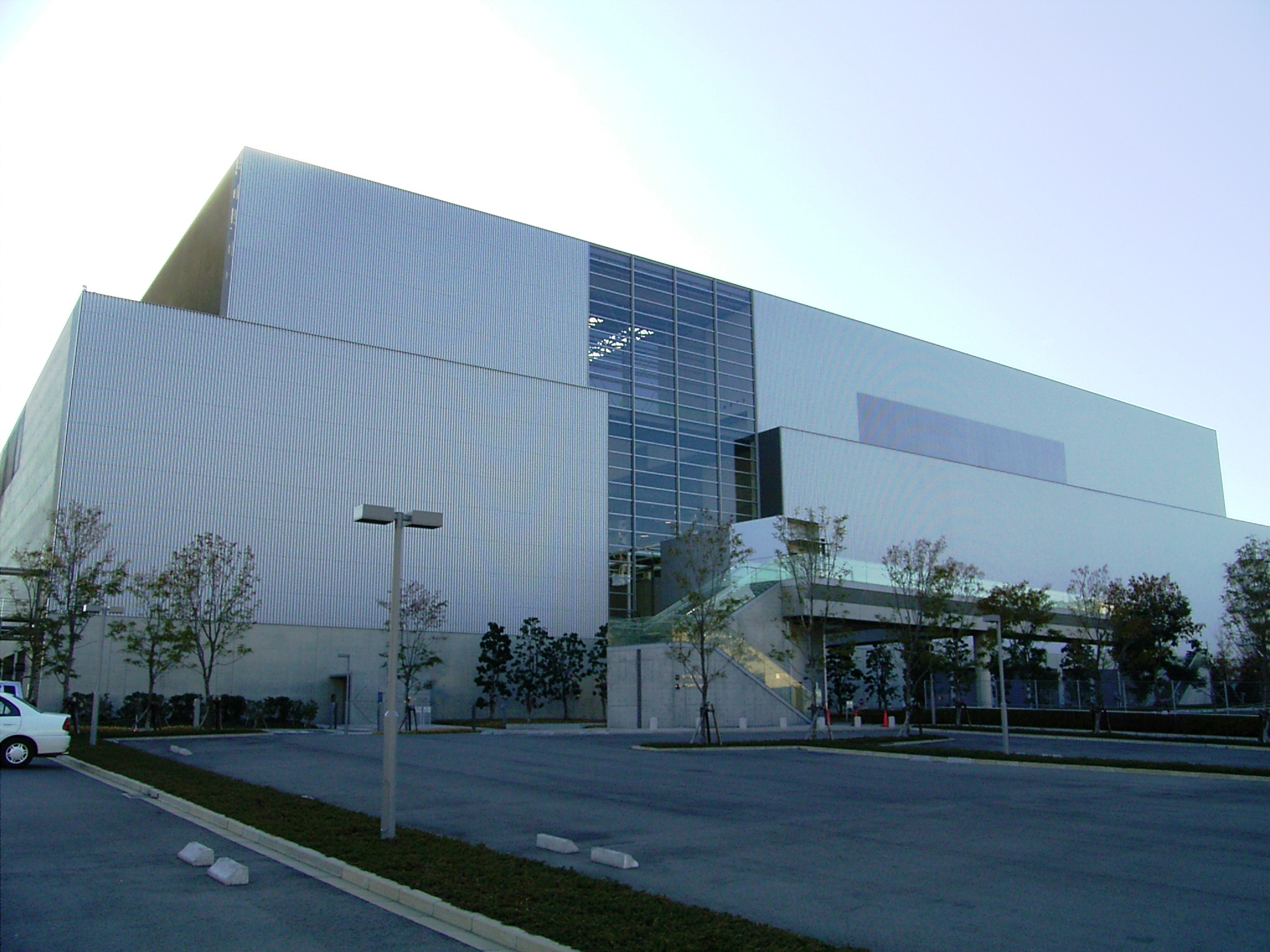
廣島市環境局中工場
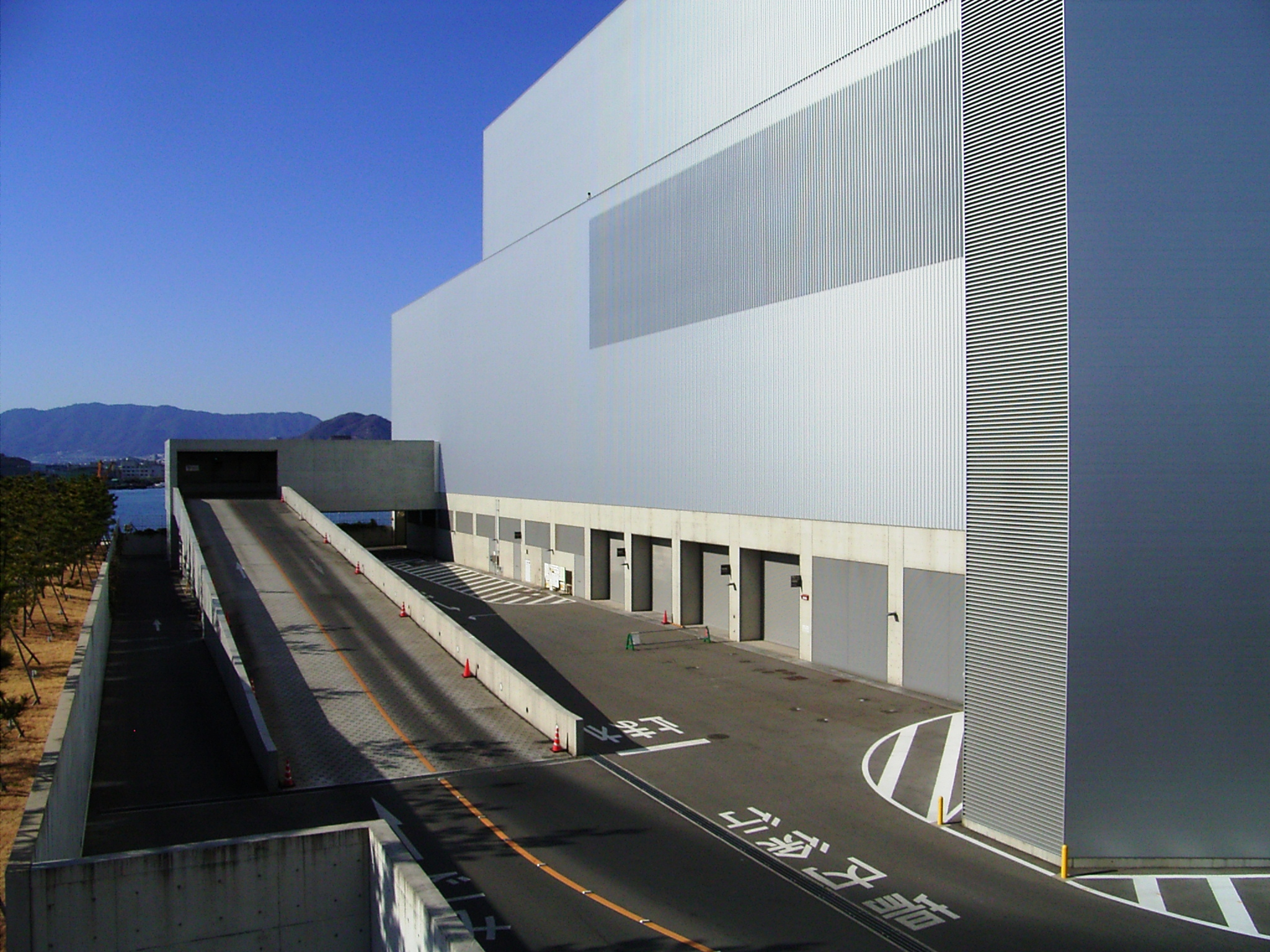
廣島市環境局中工場
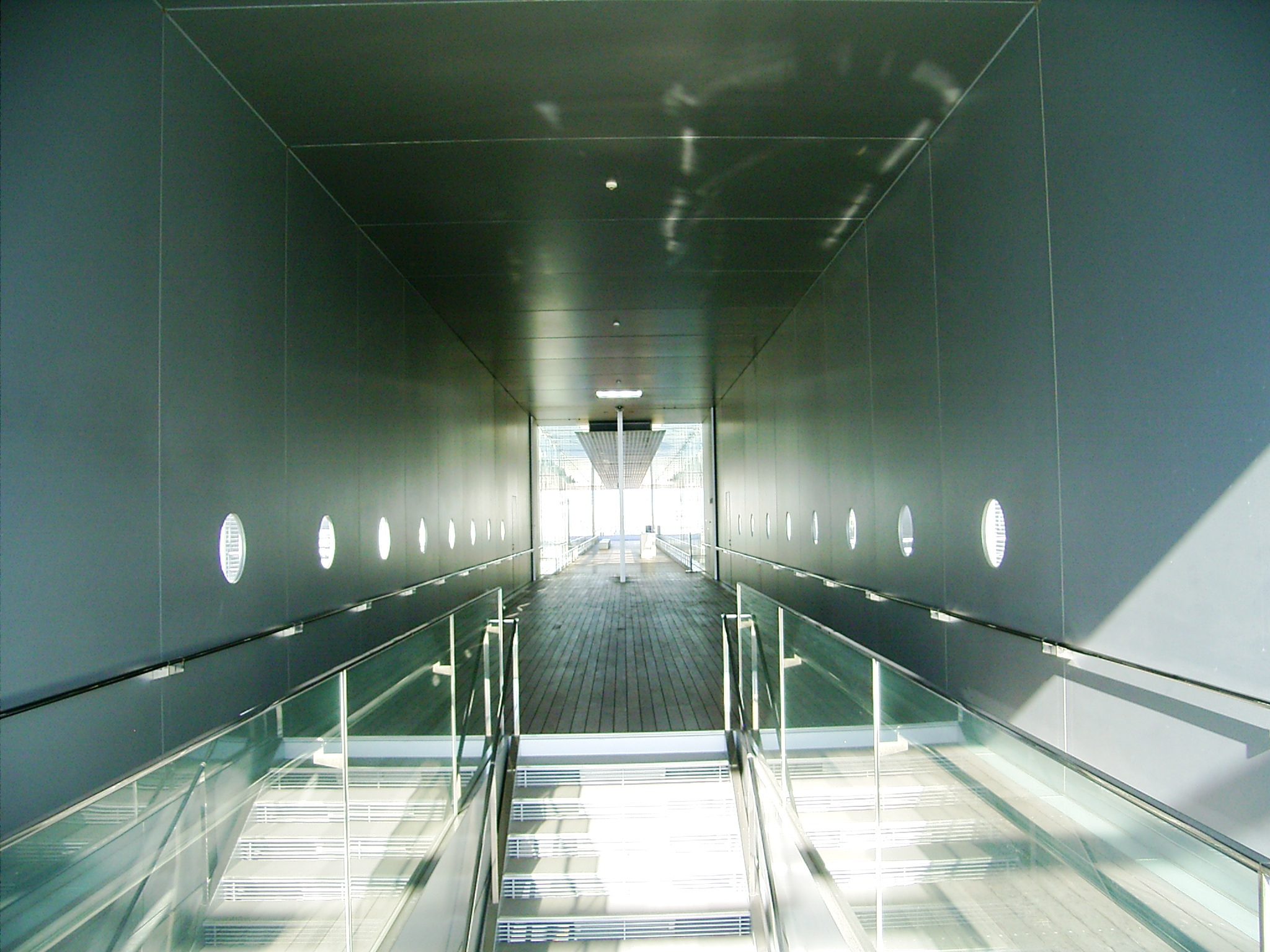
廣島市環境局中工場
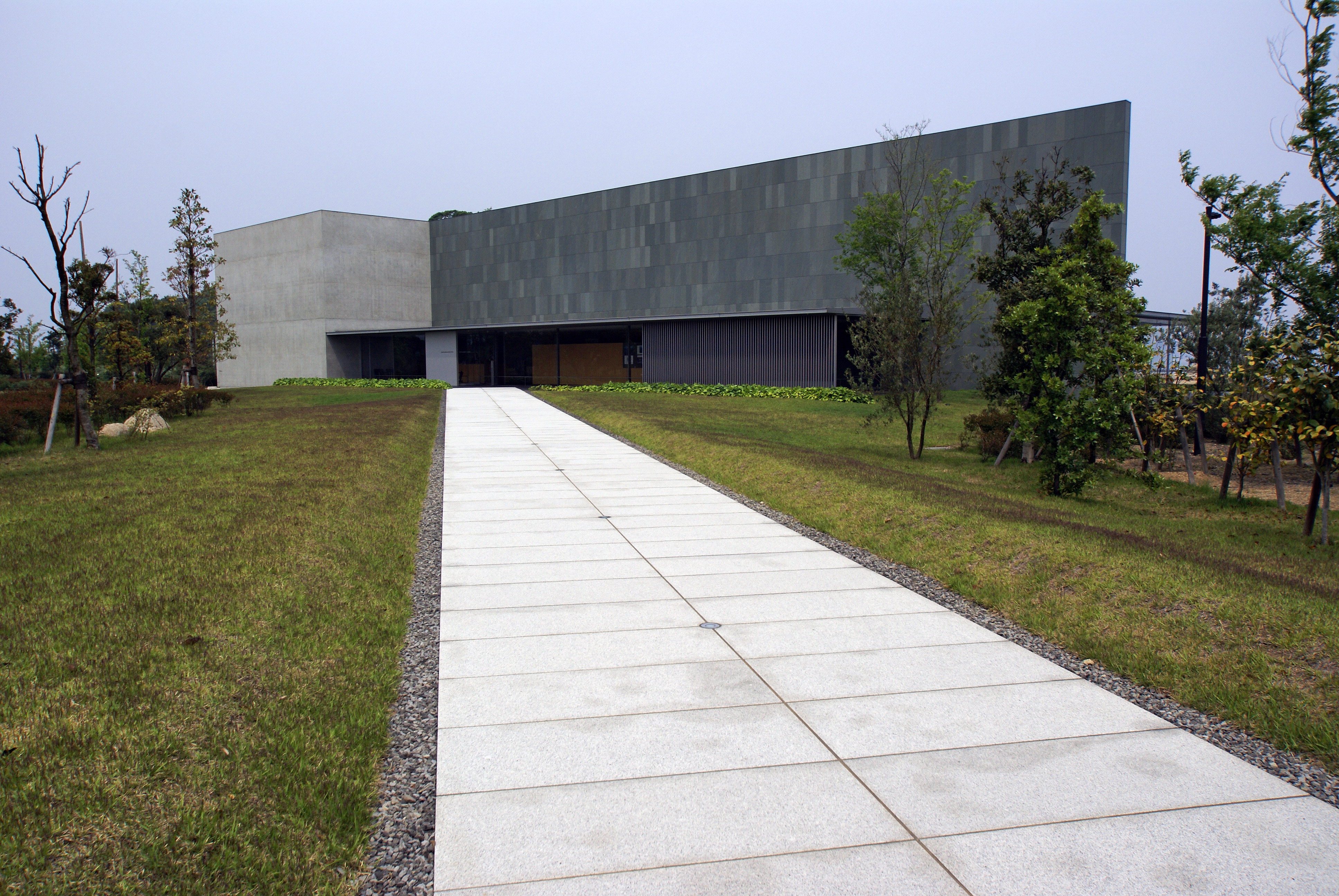
香川縣立東山魁夷瀨戶內美術館
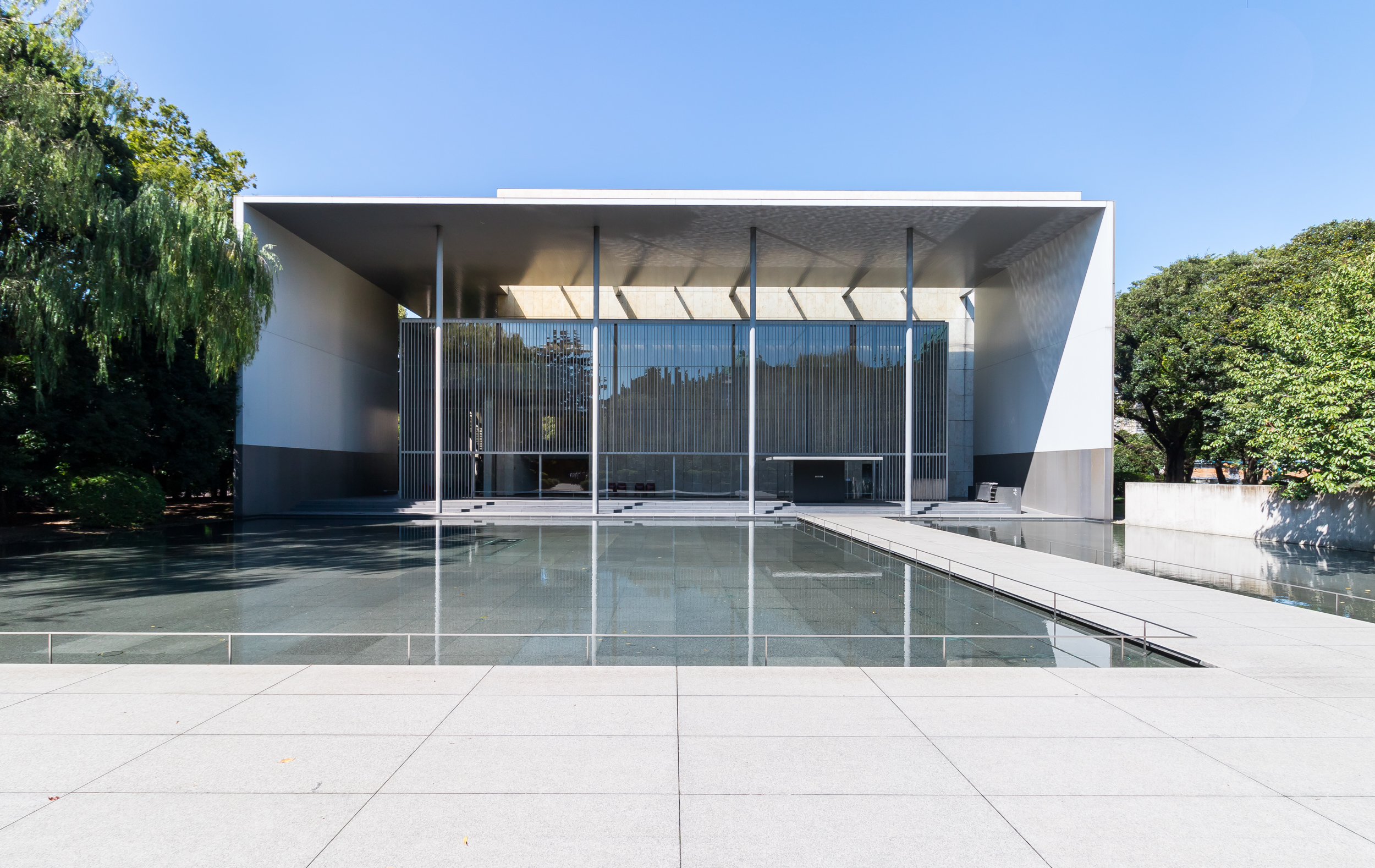
東京國立博物館法隆寺寶物館

## 相關連結
- 紐約現代美術館競圖
- arcspace介紹（页面存档备份，存于）
- Jcarb日本建築師資料庫介紹
- 谷口吉生建築作品特展（页面存档备份，存于） (有彈出視窗)